# الارتجاج عند الأطفال
الارتجاج عند الأطفال ويسمى أيضًا إصابة الدماغ الرضحية الخفيفة عند الأطفال، هو إصابة في الرأس تؤثر على قدرة الدماغ. يمكن أن يؤثر الارتجاج على المريض في نواحٍ متعددة وظيفية أو عاطفية أو معرفية أو جسدية، ويحدث عند المرضى الرضع والمراهقين والأطفال. تشمل الأعراض الناتجة التخليط وعدم التوجه والدوار والغثيان والقيء وتغبش الرؤية وفقدان الوعي والحساسية للمحيط، ويمكن أن تختلف هذه المظاهر السريرية تبعًا لنوع الرض وشدته وموقعه. يمكن أن تظهر هذه المشكلات على الفور، أو تتأخر وتظهر بعد أيام من الإصابة، ويمكن تشخيص الحالة باستخدام أساليب مختلفة من قبل المتخصصين الصحيين، الذين يقدرون درجة الشفاء. يتعافى غالبية المرضى الأطفال خلال فترة بين شهر وثلاثة أشهر ولكن بعض المرضى معرضين لخطر تأخر الشفاء أو استمرار الأعراض.
الأسباب الشائعة للارتجاج عند الأطفال هي السقوط وحوادث السيارات والإصابات المرتبطة بالرياضة والإصابات الكليلة القوية. تنتج نحو 48% من حالات الارتجاج لدى الأطفال عن السقوط. في الولايات المتحدة، تشير الإحصاءات التي تدرس حالات الارتجاج الناتجة عن إصابات رياضية إلى أن 3.8 مليون مريض يختبرون هذه الإصابة كل عام.
الارتجاج إصابة شائعة في الرأس ويقدر أن 16% من الأطفال الذين تفوق أعمارهم 10 سنوات أُصيبوا في الرأس مرة على الأقل وتطلبت الإصابة عناية طبية فورية. ومن أجل الوقاية من الارتجاج، يجب الحد من المخاطر الشائعة لدى الشباب؛ من خلال ارتداء خوذة حماية الرأس عند ممارسة الرياضة. يتكون العلاج من الراحة البدنية للمراهقين الذين يعانون من ارتجاج مستمر خلال 24 إلى 48 ساعة تحت الإشراف الطبي ثم استئناف ممارسة الأنشطة تدريجيًا.
بعد الإصابة بالارتجاج الحاد، يمكن أن يعاني المرضى من استمرار الأعراض، أو متلازمة ما بعد الارتجاج، وتستمر أكثر من 4 أسابيع؛ تحدث هذه الحالة بنسبة 10 إلى 30%. في الحالات الأشد من متلازمة ما بعد الارتجاج، ونتيجة لفقدان الوعي أو الإصابات المرتبطة بحوادث السير، يظهر المزاج الاكتئابي واضطرابات النوم والحساسية للضوء والنسيان والدوخة. يزيد تكرر الارتجاج من خطر حدوث عواقب طويلة الأجل تؤثر على الأنشطة الحياتية والذاكرة.

## الأعراض والعلامات
يمكن تصنيف الأعراض نموذجيًا في أربع فئات رئيسية: جسدية ومعرفية وعاطفية ومتعلقة بالنوم. ويمكن أن تختلف الأعراض والعلامات وفقًا للفئة العمرية للمريض.
جدول يظهر الأعراض الشائعة للارتجاج عند الأطفال
| جسدية                                                                                        | معرفية                                                                       | عاطفية                                                                         | متعلقة بالنوم                                                                                 |
| صداع دوار صعوبة في التوازن حساسية للضوء والضجيج تعب رؤية مزدوجة أو تغبش الرؤية غثيان أو تقيؤ | تخليط صعوبة في التركيز صعوبة في استرجاع المعلومات سلوك جمودي مشكلات أكاديمية | زيادة الحساسية العاطفية سهولة الغضب الانزعاج والتوتر معظم الوقت سهولة الانفعال | نمط نوم غير منتظم النوم لفترات طويلة جدًا أو قصيرة جدًا سهولة الاستيقاظ من النوم الشعور بالنعاس |

يمكن أن يؤدي الارتجاج عند الأطفال إلى ظهور أعراض فورية أو متأخرة. تشمل الأعراض التي تظهر مباشرة التأثيرات الجسدية، مثل الدوخة والصداع وفقدان الذاكرة التقدمي أو الرجعي وفقدان الوعي والتقيؤ وغيرها. يمكن أن تظهر الأعراض بعد ساعات أو أيام قليلة من الإصابة. وتشمل الأعراض المتأخرة جميع التغيرات الجسدية والعاطفية والمعرفية المحتملة.
يمكن أن تختلف أعراض الارتجاج عند الأطفال بين الرضع والأطفال الصغار والأطفال الأكبر سنًا. يكون الأطفال بين الولادة وحتى سنة واحدة غير قادرين على التعبير عن آلامهم أو عواطفهم من خلال الكلام. لذلك، يوجه الانتباه إلى الأعراض الجسدية للارتجاج عند الأطفال. ويشمل ذلك البكاء المفرط عند تحريك رأس الطفل قليلًا، والبكاء المستمر أو التهيج، الحمى، قلة الشهية، التغيرات اللافتة في عادات نوم الطفل، التقيؤ، ظهور إصابة جسدية مرئية على رأس الطفل.
يستطيع الأطفال الصغار، الذين تتراوح أعمارهم بين 12 و36 شهرًا، التواصل لغويًا للإخبار عن الأعراض. وتشمل الأعراض الجسدية المحتملة الصداع والغثيان والتقيؤ. وتُشاهد أيضًا تغيرات سلوكية، مثل التغير المفاجئ في أنماط النوم أو البكاء المفرط أو فقدان الاهتمام بالنشاطات كالهوايات.
عند الأطفال الأكبر سنًا، الذين يبلغون من العمر أكثر من عامين، يمكن أن يؤدي الارتجاج إلى تغيرات قابلة للكشف في الإدراك والسلوك. وعلى غرار الأطفال الصغار، يتحدثون عن الأعراض. وهذا يشمل الشعور بالدوخة ومشاكل التوازن والرؤية الضبابية وزيادة الحساسية للضوء والضوضاء وصعوبات الانتباه ومشكلات الذاكرة والتغيرات المزاجية المختلفة والتعب وأنماط النوم غير المنتظمة.

## تشخيص الارتجاج عند الأطفال
يحتاج جميع الأطفال والمراهقين الذين يشتبه بإصابتهم بارتجاج الدماغ إلى تقييم طبي يجريه طبيب أو ممرض ممارس لتشخيص الارتجاج بدقة والتأكد من أن الطفل أو المراهق لم يتعرض لإصابات دماغية شديدة، أو إصابة في العمود الفقري الرقبي، أو غيرها من الحالات التي تؤثر على الصحة العقلية والعصبية والتي تؤدي إلى أعراض مشابهة لأعراض الارتجاج. لا يمكن تشخيص الارتجاج مباشرة من خلال اختبار جسدي أو فيزيولوجي أو تقنية تصوير أو اختبار مُجرى على أحد سوائل الجسم.

### مقياس غلاسكو للغيبوبة
مقياس غلاسكو للغيبوبة هو مقياس سريري يُستخدم لقياس شدة الارتجاج. يمكن استخدام مقياس غلاسكو العادي عند الأطفال فوق سن الثانية، وجرى تطوير مقياس غلاسكو للأطفال، وهو مخصص لتقييم الأعراض لدى الأطفال دون سن الثانية.
يهدف مقياس غلاسكو العادي ومقياس غلاسكو للأطفال إلى فحص العينين والاستجابات اللفظية والحركية. لكل من هذه الاستجابات الثلاث قيمة، وتزداد القيمة مع وجود استجابة أعلى. كل قيمة من القيم المسجلة تشير إلى أفضل استجابة يُبديها المريض في أثناء الفحص. إذا كان مجموع المقياس أقل من ثمانية أو تسعة، فإن إصابة الدماغ، الناتجة عن الارتجاج أو غيره، شديدة، أقرب إلى الغيبوبة. إذا كان المجموع ثلاثة عشر أو أكثر، فالإصابة الدماغية طفيفة. القيمة بين 8 و13 تُصنف على أنها متوسطة.

### الفحص الجانبي
الفحص الجانبي هو أحد التقييمات البدنية التي يمكن إجراؤها فورًا، ويُستخدم عادة في الإصابات المرتبطة بالرياضة. توجد الكثير من الأمثلة على الفحص الجانبي، منها الأداة الجانبية لتقييم الارتجاج سكات 5، والأداة الجانبية لتقييم الارتجاج لدى الأطفال، ونظام درجة خلل التوازن، واختبار الاستقرار الفردي، واختبار كينغ ديفيك، واختبار الوظيفة البصرية الحركية.
سكات 5 وسكات 5 المخصص للأطفال
يوجد نمطان رئيسيان من فحص سكات أحدهما يقدم تقييمًا ميدانيًا والآخر يقدم تقييمًا خارج الميدان. يتضمن التقييم الفوري الميداني إجراء الكثير من الفحوصات البدنية المختلفة مثل ملاحظة علامات الارتجاج التي تظهر فورًا واختبارات الذاكرة ومراقبة مستوى الوعي باستخدام مقياس غلاسكو للغيبوبة بالإضافة إلى تقييم سلامة العمود الفقري الرقبي. أما التقييم خارج الميدان فيُجرى في بيئة سريرية، ويشمل التقييم الدقيق للأعراض وإجراء المسح العصبي. يستخدم اختبار سكات 5 للأطفال فوق سن الثالثة عشرة. ويشبه سكات 5 المخصص للأطفال المقياس المخصص للكبار، لكنه يُستخدم حصرًا لتقييم الأطفال من سن الخامسة إلى الثالثة عشرة.

### نظام درجة خلل التوازن
يقيس اختبار نظام درجة خلل التوازن الثبات الوضعي الذي يمكن أن يتأثر بارتجاج الدماغ. يهدف المقياس إلى فحص ثبات الفرد من خلال قياس قدرة الفرد على التوازن في ثلاث وضعيات مختلفة على الأسطح الصلبة والطرية.

### اختبار كينغ ديفيك
يهدف اختبار كينغ ديفيك إلى تقييم الوظيفة البصرية الحركية للفرد. تُقدم مجموعات مختلفة من بطاقات الاختبار للمرضى، عليها أرقام مرتبة بأشكال مختلفة. يطلب من الفرد قراءة الأرقام من الزاوية العلوية اليسرى إلى الزاوية السفلية اليمنى، في أسرع وقت ممكن وبأكبر قدر ممكن من الدقة. يُقاس الوقت المستغرق لإتمام ذلك، وتُلاحظ أية أعراض تظهر في أثناء الاختبار. يساعد الاختبار على تقييم الضعف في حركات العين والقدرات اللغوية والانتباه، ويعتبر الاختبار مهمًا لأن القدرات التي يقيسها يمكن أن تتأثر بالارتجاع الدماغي.